# District de Wanli
Pour les articles homonymes, voir Wanli.
Le district de Wanli (湾里区 ; pinyin : Wānlǐ Qū) est une subdivision administrative de la province du Jiangxi en Chine. Il est placé sous la juridiction de la ville-préfecture de Nanchang.